# Rudina (przystanek kolejowy)
Rudina – przystanek kolejowy w Rudinie, w kraju żylińskim, na Słowacji.
| Rudina                                                       |  |                            |
| Linia 127 Żylina – Czadca – Mosty koło Jabłonkowa (7,000 km) |  |                            |
| Kysucké Nové Mestoodległość: 3,000 km                        |  | Brodno odległość: 2,000 km |